# Уравнения Фаддеева
Уравнения Фаддеева — уравнения, которые описывают все возможные взаимодействия в системе трёх частиц в полной квантовомеханической формулировке. Установлены Л. Д. Фаддеевым. Уравнения могут быть решены итерационным способом. В общем уравнения Фаддеева в качестве входных параметров используют потенциал, который описывает взаимодействие между двумя отдельными частицами. Также в уравнения можно вводить члены, учитывающие трёхчастичные силы.
Уравнения Фаддеева наиболее часто используемы в непертурбативных формулировках проблемы трёх тел в квантовой механике. В отличие от проблемы трёх тел в классической механике, в квантовой задаче трёх тел решение равномерно сходится.
В ядерной физике нуклон-нуклонное взаимодействие, рассматриваемое вне энергетической поверхности (en: off-shell), анализируется в реакциях (n,2n) и (p,2p) с дейтериевой мишенью с использованием уравнений Фаддеева. Нуклон-нуклонное взаимодействие аппроксимируется рядом сепарабельных потенциалов. Кулоновское взаимодействие между двумя протонами представляет отдельную проблему, так как его разложение в сепарабельные потенциалы не сходится.
Сепарабельные потенциалы — это взаимодействия, которые не сохраняют положения частицы. Обычный локальный потенциал может быть выражен как сумма сепарабельных потенциалов. Физическое нуклон-нуклонное взаимодействие, которое включает в себя обмен мезонами, может быть как локальным, так и сепарабельным.